# The Counselor - Il procuratore
The Counselor - Il procuratore (The Counselor) è un film del 2013 diretto da Ridley Scott.
Il film ha tra i produttori lo stesso regista e ha per protagonisti Michael Fassbender, Brad Pitt, Cameron Diaz, Penélope Cruz e Javier Bardem.
La pellicola, che è basata sulla prima sceneggiatura originale, scritta nel dicembre 2011 dallo scrittore Cormac McCarthy, qui anche produttore, è dedicata alla memoria di Tony Scott, fratello del regista Ridley, suicidatosi mentre il film era in produzione.

## Trama
Uno spavaldo avvocato, nonostante le momentanee difficoltà professionali ed economiche, vuole sposare la fidanzata Laura potendo permetterle un alto stile di vita. Chiacchierando con l'amico Reiner, affiliato alla malavita messicana, accetta la sua proposta di collaborare coi narcotrafficanti in un affare che prevede il recupero di un carico di cocaina del valore di 20 milioni di dollari oltre il confine.
Westray, intermediario dell'operazione, conferma l'incredibile tasso di rendimento di questa circostanza ma mette in guardia sui rischi che può generare l'ingresso in un mondo così spietato, dove la morte è sempre dietro l'angolo; per tutta risposta l'avvocato rigetta ogni rischio con superficialità. L'uomo, peraltro, nello stesso periodo fa uscire di galera il figlio della sua cliente Ruth, un motociclista arrestato per abnorme eccesso di velocità, pagandone la cauzione.
La spietata ragazza di Reiner, Malkina, trama però nell'ombra: fa uccidere il corriere designato per l'operazione, proprio il figlio di Ruth, da due assassini che ne prendono il posto e rubano il camion col carico. Il cartello, recuperata la sua merce con un violento agguato, non crede che il legame tra il motociclista e l'avvocato sia una mera coincidenza e accusa quest'ultimo di tradimento, così parte la rappresaglia: tenta di rapire Reiner ma questi reagisce e viene erroneamente assassinato; va meglio con Laura, prelevata a forza in un parcheggio.
Westray capisce che la situazione è precipitata e se la dà a gambe consigliando di fare lo stesso all'avvocato, ormai oltre il limite della disperazione, che contatta personalmente un boss del narcotraffico chiedendo pietà, ma le sue suppliche sono vane; poco dopo gli viene recapitato un DVD che lui intuisce essere uno snuff movie, difatti il corpo senza testa di Laura viene, nel frattempo, gettato in una discarica.
Malkina, intanto, non si dà per vinta dopo la perdita del carico di droga: rintracciato Westray a Londra, lo fa uccidere da un sicario che gli ruba il computer con tutti i suoi conti bancari e si prepara per trasferirsi a Hong Kong.

## Produzione
Il 18 gennaio 2012 lo scrittore Cormac McCarthy vende la sceneggiatura a Nick Wechsler, Paula Mae Schwartz e Steve Schwartz, che produssero il film The Road, basato sull'omonimo romanzo dello stesso McCarthy. Il 31 gennaio viene affiancato al progetto il regista Ridley Scott, che viene ufficializzato il 9 febbraio seguente. Subito dopo la conferma del regista, viene contattato per partecipare alla pellicola l'attore Michael Fassbender, che ottiene il ruolo principale il 21 febbraio.

### Cast
Per il ruolo di Reiner furono considerati gli attori Bradley Cooper e Jeremy Renner, ma infine fu scelto Javier Bardem. L'attrice Angelina Jolie fu scelta per il ruolo di Malkina, ma poi dovette rinunciare al progetto ed il suo posto fu preso da Cameron Diaz. Gli attori Penélope Cruz e Javier Bardem sono sposati nella vita reale, ma nel film non condividono le stesse scene insieme.
L'attrice Natalie Portman fu considerata per interpretare il personaggio di Laura, ma poi fu scelta Penélope Cruz per quel ruolo. L'attrice Natalie Dormer, che interpreta il ruolo della ragazza che deve sedurre Westrey e accedere al suo conto in banca, è protagonista di una scena sexy presente solo nel trailer del film ma non nel film: commessa in una boutique di lingerie e calze, solleva la gonna per mostrare al cliente che lei indossa il reggicalze e non semplici collant.

### Riprese
Le riprese del film iniziano il 27 luglio a Londra e terminano nel mese di ottobre 2012.
La produzione e le riprese del film furono sospese per una settimana dopo il suicidio di Tony Scott, avvenuto il 19 agosto 2012, fratello del regista e produttore della pellicola, Ridley Scott, per poi riprendere il 3 settembre.

### Location
Le riprese si svolgono tra Stati Uniti d'America e Regno Unito, tra cui le città statunitensi di El Paso, Hollywood, Santa Rosa, Los Angeles, Salt Lake City e quelle britanniche di Londra e West Wycombe. Alcune riprese sono state effettuate anche in Spagna, nella città di Alicante.

## Promozione
Il primo trailer del film viene diffuso online il 25 giugno 2013, seguito a distanza di un giorno dalla versione italiana.

## Distribuzione

### Data di uscita
La pellicola è stata distribuita nelle sale cinematografiche statunitensi a partire dal 25 ottobre 2013, mentre in quelle italiane dal 16 gennaio 2014.

### Edizione italiana
Il doppiaggio italiano del film è stato eseguito dalla Int. Prod. Time Out e diretto da Massimo Giuliani su dialoghi di Tommaso D'Amico. I doppiatori sono stati scelti in accordo con il regista e i suoi collaboratori.

## Riconoscimenti
- 2014 - Nastro d'argento
  - Candidatura per il miglior montaggio a Pietro Scalia
- 2014 - MTV Movie Awards
  - Candidatura per il miglior momento "Ma che ca...!"